# Шалаев, Николай Владимирович
Николай Владимирович Шалаев — гвардии рядовой Вооружённых Сил Российской Федерации, участник антитеррористических операций в период Второй чеченской войны, погиб при исполнении служебных обязанностей во время боя 6-й роты 104-го гвардейского воздушно-десантного полка у высоты 776 в Шатойском районе Чечни.

## Биография
Николай Владимирович Шалаев родился 2 августа 1980 года в городе Лодейном Поле Ленинградской области. Окончил девять классов средней школы № 2 в родном городе, после чего поступил в Лодейнопольское профессиональное училище № 55. В 1999 году окончил его получив специальность повара-кондитера. 15 июня 1999 года Шалаев был призван на службу в Вооружённые Силы Российской Федерации Подпорожским районным военным комиссариатом Ленинградской области. Получил военную специальность наводчика-оператора, после чего был направлен для дальнейшего прохождения службы в 6-ю роту 104-го гвардейского воздушно-десантного полка, в дальнейшем занял должность заместителя командира боевой машины.
С началом Второй чеченской войны в составе своего подразделения гвардии рядовой Николай Шалаев был направлен в Чеченскую Республику. Принимал активное участие в боевых операциях. С конца февраля 2000 года его рота дислоцировалась в районе населённого пункта Улус-Керт Шатойского района Чечни, на высоте под кодовым обозначение 776, расположенной около Аргунского ущелья. 29 февраля — 1 марта 2000 года десантники приняли здесь бой против многократно превосходящих сил сепаратистов — против всего 90 военнослужащих федеральных войск, по разным оценкам, действовало от 700 до 2500 боевиков, прорывавшихся из окружения после битвы за райцентр — город Шатой. Вместе со всеми своими товарищами он отражал ожесточённые атаки боевиков Хаттаба и Шамиля Басаева, не дав им прорвать занимаемые ротой рубежи. В том бою гвардии рядовой Николай Владимирович Шалаев вёл шквальный огонь по боевикам, рассевивая их скопления, пока не был убит. Погибли также ещё 83 его сослуживца.
Похоронен на кладбище города Лодейное Поле Ленинградской области.
Указом Президента Российской Федерации гвардии рядовой Николай Владимирович Шалаев посмертно был удостоен ордена Мужества.

## Память
- Бюст Шалаева установлен в его родном городе Лодейное Поле[2].
- В честь Шалаева назван переулок в Лодейном Поле.
- Мемориальная доска в память о Шалаеве установлена на здании училища, в котором он учился.
- Уголок памяти Шалаева создан в Лодейнопольском городском музее.